# ФК Тръст
Атлетически клуб „Тръст“ или Еносис Неон „Тръст“ (на гръцки: Ένωσις Νέων Τραστ) е бивш кипърски футболен клуб от столицата Никозия. Наименованието идва от английската дума тръст, което означава крупно обединение, възникнало при концентрацията на производството и капитала. Цветовете на отбора са зелен и бял.основан през 1924 година, от столицата Никозия.

## История
Създаден през 1924 година в резултат на разделянето на клуб „П.О.П.“ (Pagkypria Organosi Podosfairou (POP)) на две организации – „Тръст“ и „Панергатикос“.
През сезон 1934/35 са проведени първите национални съревнования на Кипър – шампионат и купа. Футболистите на „Тръст“ печелят и двата трофея, като правят златен дубъл. Съперникът им във финала за купата са съгражданите им от „АПОЕЛ“, а общият резултат от двата мача е 1:0.
Следващият сезон също е успешен. „Тръст“ печелят отново Купата на страната. Но този път на пътя на столичните се изправят футболистите от „Лефкоша Тюрк Спор Кулюбю“, разгромени с общ резултат 4:1. След „кратка почивка“, през 1936/37 (загуба от „АПОЕЛ“ с 1:2), колективът на атлетическия клуб печели турнира за трети път през 1938 г. Решаващият мач срещу „АЕЛ“ (Лимасол) завършва 2:1.
Въпреки всичко първата спечелена шампионска титла остава единствена за „Тръст“. До 1938 година първите две места в съревнованието остават неизменни: първи – „АПОЕЛ“, втори – „Тръст“.
През 1938 година клубът е разформирован заради финансови проблеми.
Отборът е играл в жълти и зелени цветове, а гостите е приемал на стадион „GSP Stadium (1902)“, с капацитет 12 000 зрители.

## Успехи
- Кипърска Първа Дивизия:
  -  Шампион (1): 1934/35
  -  Вицешампион (3): 1935/36, 1936/37, 1937/38
- Купа на Кипър:
  -  Носител (3): 1934/35, 1935/36, 1937/38
  -  Финалист (1): 1936/37